# X Poc
X Poc är ett slukhål i Mexiko.   Det ligger i delstaten Yucatán, i den östra delen av landet, 1 000 km öster om huvudstaden Mexico City. X Poc ligger 12 meter över havet.
Terrängen runt X Poc är mycket platt. Runt X Poc är det ganska glesbefolkat, med 32 invånare per kvadratkilometer. Närmaste större samhälle är Sacalum, 14,0 km sydväst om X Poc. I omgivningarna runt X Poc växer i huvudsak lövfällande lövskog.